# Can Serrabassa
Can Serrabassa és una masia d'Espinelves (Osona) inclosa a l'Inventari del Patrimoni Arquitectònic de Catalunya.

## Descripció
Edifici civil. Masia de planta rectangular (12 x 5 m), coberta a dues vessants i amb el carener perpendicular a la façana, situada a migdia. Consta de planta baixa, un pis i golfes. La façana presenta a la planta baixa dos portals rectangulars, el central de pedra picada amb llinda datada i dues finestres. Al primer pis hi ha tres finestres amb ampit i un portal d'arc rebaixat a les golfes. A llevant s'obren dues petites finestres, una a cada planta. La part nord és cega i adossada al pendent del terreny. A ponent presenta un cobert de planta baixa, adossat al cos principal i amb un portal rectangular a migdia. El voladís és ampli, amb el ràfec format per colls de biga, llates i rajoleta. Llevat d'alguna obertura de totxo, la resta són de pedra picada i el parament és de pedra unida amb calç. L'estat de conservació és bo.

## Història
Masia situada al veïnat de França, en el sector nord-est del municipi i prop del nucli. Aquesta casa, segons consta a la llinda del portal, fou construïda al segle xviii, moment d'expansió del municipi en què es formaren els veïnats de la Creu i de França.
La casa es restaurà cap a 1950.
Data a la llinda del portal: 1785.